# Butxaca

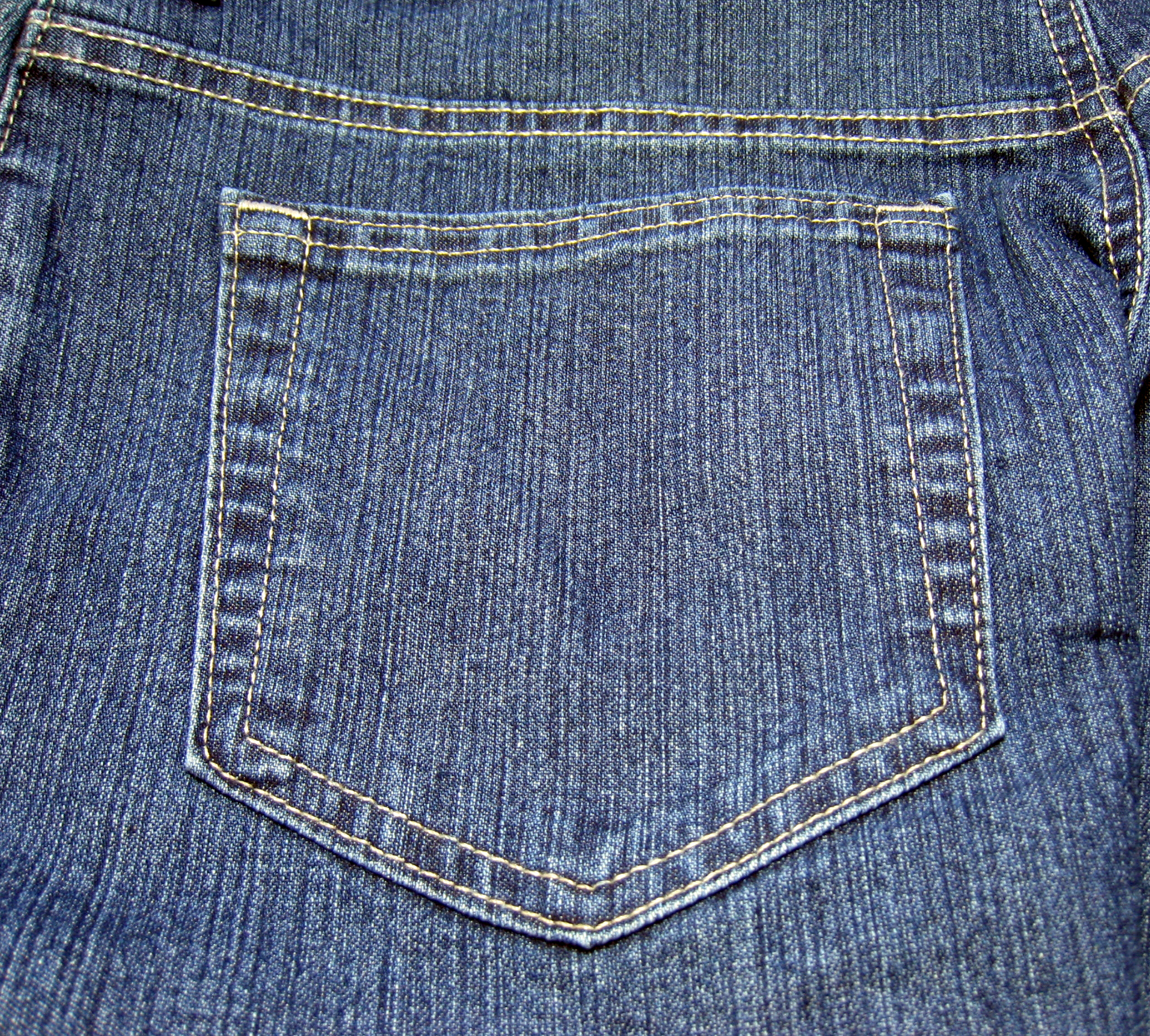
Butxaca posterior d'un pantaló texà

La butxaca és una petita cavitat amb folre incorporada a una peça de vestir, a una cartera, etc., que serveix per a desar-hi objectes personals, com les claus, els diners o papers; també compleix una funció decorativa. Pot estar oberta per la part superior; o tancada amb un botó o una cremallera; o coberta per una tapeta de manera que no en caigui el contingut (i llavors tancar amb botó). La butxaca de pantaló, de jaqueta, etc., acostuma de ser prop del maluc, per poder arribar-hi còmodament amb les mans; però modernament també és habitual de dur butxaques al pit i a la part posterior dels pantalons.
La butxaca procedeix de la bossa que es duia penjant i que tenia finalitat anàloga; en incorporar-se a la roba sorgí la butxaca pròpiament dita.

## Tipus
Per forma i construcció, les butxaques poden ser, bàsicament:
- butxaca de trau o de folre: consisteix en un trau fet a la superfície de la peça de roba, complementat amb un folre cosit per la banda interior. Sobre la peça de roba tan sols es veu el trau, si no va acompanyada d'altres elements (com ara tapeta, cremallera, etc.). Només es deixa així en roba de treball; per regla general es protegeix amb tapeta o s'ornamenta amb rivet o amb tapeta cosida (vegeu més avall).
  - butxaca enrivetada: butxaca de trau ornada o reforçada amb rivet. Per exemple, es dona molt en butxaques posteriors de pantalons de vestir.
  - butxaca de tapeta cosida: butxaca de trau amb la boca envoltada per tapeta ornamental cosida.[2] És la butxaca típica de les armilles, per exemple.
  - butxaca ràglan: butxaca de tapeta cosida col·locada de biaix; és força habitual en caçadores i gavardines, per exemple.
- butxaca aplicada o de plastró: consisteix en una peça superposada a la peça de roba. Sobre aquesta es veu la totalitat de la forma de la butxaca. Per exemple, és la típica butxaca pectoral de les camises.
  - butxaca de manxa o de bossa: butxaca aplicada, força ampla, i plegada sobre si mateixa per tal d'augmentar-ne la capacitat; la superfície pot dur plecs (butxaca de plecs) o bé ésser llisa.
  - butxaca de plecs: butxaca aplicada amb la superfície confeccionada en plecs; generalment és una forma de butxaca de manxa. Procedeix dels uniformes tropicals; d'ací que a voltes s'anomeni butxaca sahariana.
- butxaca de costura: butxaca incorporada a la peça tot aprofitant una costura; quan alhora hi resta dissimulada també se'n diu butxaca invisible. Entre les butxaques de costura d'ús més habitual es compten les butxaques del davant dels pantalons, quan prenen forma de biaix o corba.
- butxaca de tapeta: es diu de qualsevol mena de butxaca dotada de tapeta (la qual és aplicable a la majoria de les tipologies).

En efecte, moltes d'aquestes tipologies de butxaca poden combinar-se amb tapeta protectora i amb diversos sistemes de tancament (botó, botó de pressió, cremallera, veta adherent). Un exemple: hi ha parques amb butxaques aplicades, de manxa, tancades amb tapeta (mitjançant botons de pressió) i que en un extrem presenten butxaca de trau (sota l'aplicada) d'accés per cremallera.

## Localització en peces de roba
Segons la localització sobre peces de roba, les butxaques poden ser, bàsicament:
- en les peces superiors (jaquetes, caçadores, etc.): 
  - butxaca pectoral: situada al pit. En les camises (butxaca de pit) sol ésser aplicada i funcional. En peces formals com l'americana (butxaca de pit) o l'armilla (butxacó o falcia) és de tapeta cosida i molt petita, pràcticament ornamental (com a màxim serveix per a lluir un mocador de butxaca). En peces informals, i en les militars, acostuma d'ésser aplicada, de tapeta i funcional.
  - mistera: butxaca menuda, situada a la banda dreta, una mica més amunt dels faldons; té les mateixes característiques i funcionalitat que la butxaca de rellotge (vegeu més avall). És pràcticament exclusiva de les jaquetes més formals, i es conserva per tradició.
  - butxaca de faldó: situada al faldó, i generalment grossa. Pot ser de trau o aplicada, i amb tapetes o sense.
  - butxaca interior: situada a la banda interior de la peça de roba, invisible des de l'exterior, i només accessible des de l'interior.[3] També és coneguda com a infern i sarró.
  - butxaca lateral: situada al lateral d'algunes peces com ara les caçadores. Generalment és de biaix (i ràglan) o bé vertical (i de tapeta cosida). Té la mateixa funcionalitat que la butxaca de manegot (vegeu més avall).
  - butxaca de màniga: situada a la màniga. Ús provinent del món militar; al món civil només es dona en models informals (per exemple, en parques).
  - butxaca posterior: situada al darrere de la peça. Com en el cas anterior, només es dona rarament, i encara en models informals o bé militars.
  - butxaca de maniguet o de manegot: butxaca aplicada, oberta verticalment per un extrem o per tots dos, que es col·loca a la zona ventral (per exemple, en dessuadores) i que serveix per a resguardar les mans (com els antics manegots, d'on el nom).
- en les peces inferiors (pantalons, faldilles, etc.): 
  - butxaca del davant: com indica el nom, és l'habitual que es duu als pantalons a l'altura dels malucs. Pot presentar tres morfologies bàsiques: butxaca vertical, pròpia dels pantalons tradicionals; butxaca de biaix, la més habitual avui dia; i butxaca corba, típica dels texans.
  - butxaca de rellotge: butxaca petita, col·locada vora la cintura dels pantalons, sempre a la banda dreta, que originalment servia per a dur-hi el rellotge de butxaca, o bé objectes menuts. Generalment és, o bé aplicada (com als texans), o bé de trau. També és anomenada rellotgera.
  - butxaca posterior o del darrere: situada al darrere dels pantalons (i a voltes de les faldilles); pot presentar multitud de configuracions (enrivetada, de manxa, etc.). També se'n diu butxaca revolvera.
  - butxaca de càrrega (o, més tècnicament, butxaca lateral de manxa): butxaca de manxa (amb plecs o sense) situada al lateral dels pantalons (més rarament en faldilles); és l'element definitori del pantaló multibutxaca, d'origen militar.

## Orientació
Per l'orientació en el marc de la peça de roba o objecte, les butxaques poden ser, bàsicament:
- butxaca recta (per exemple, una d'aplicada sobre una jaqueta);
- butxaca vertical (per exemple, una del davant, en pantalons, i també una de tapeta cosida, al lateral d'una caçadora);
- butxaca oblícua, o de biaix (per exemple, una de pectoral aplicada sobre una jaqueta de campanya).

## Llenguatge corporal
Tradicionalment, dur les mans a la butxaca sovint es considera signe de ganduleria. Per exemple, imaginem una oficina, o un taller, on el personal va de bòlit amb una feina urgent: si un dels treballadors s'hi palplantés amb les mans a la butxaca, això provocaria la irritació automàtica dels seus companys ("I tu, què? Que estàs de vacances?").
En contextos d'oci, en canvi, dur les mans a la butxaca denota relaxació i familiaritat.

## Objectes de butxaca
Existeixen multitud d'objectes denominats "de butxaca" perquè tenen com a característica unes dimensions i disseny orientats a guardar-los a la butxaca, cabre en el palmell d'una mà o dur a sobre amb facilitat. Entre d'altres hi ha:
- els ordinadors de butxaca
- els llibres de butxaca
- els rellotges de butxaca
- les armes de butxaca

Per extensió, molts objectes massa grossos per a dur a la butxaca, però petits per al que els és habitual, són anomenats "de butxaca". Així, per exemple, s'ha parlat de tancs de butxaca i teatres de butxaca.